# Cryptoerithus quamby
Cryptoerithus quamby är en spindelart som beskrevs av Norman I. Platnick och Baehr 2006. Cryptoerithus quamby ingår i släktet Cryptoerithus och familjen Prodidomidae.
Artens utbredningsområde är Queensland. Inga underarter finns listade i Catalogue of Life.